# تراودل یونگه
تراودل یونگه (آلمانی: Traudl Junge؛ زادهٔ ۱۶ مارس ۱۹۲۰ – درگذشتهٔ ۱۰ فوریهٔ ۲۰۰۲)، منشی شخصی پیشوای آلمان نازی، آدولف هیتلر در طی جنگ جهانی دوم بود. فیلم سقوط تا حدی بر پایهٔ خاطرات او ساخته شده‌است. وی پس از سقوط برلین دستگیر شد و ابتدا توسط روس‌ها و سپس توسط آمریکایی‌ها مورد بازجویی قرار گرفت. وی بعد از پایان جنگ به‌عنوان منشی مشغول به کار شد و تا سال‌های آخر عمر، که خاطرات خود مربوط به دوران کار به‌عنوان منشی هیتلر را به چاپ رساند، برای عامه مردم ناشناخته مانده بود.

## سنین جوانی و تحصیل
تراودل یونگه هامپز در شهر مونیخ آلمان متولد شد. او دختر یک کارخانه دار آبجو سازی و ستوان ارتش، ماکس هامپز و همسرش هیلدگارد (نی زوتمان) بود. او یک خواهر کوچکتر از خود بنام اینجه داشت که متولد سال ۱۹۲۳ بود. او در نوجوانی علاقه داشت تا رقاص باله شود ولی نتوانست در آکادمی رقص پذیرفته شود. سپس به عنوان منشی آموزش دید. وقتی او از برگزاری یک  آزمون‌ جهت انتخاب منشی برای آدولف هیتلر صدراعظم و رهبر وقت آلمان آگاه شد، برای این کار درخواست داد.

## پس از جنگ
اگرچه تراودل به البه رسیده بود اما نتوانست به خطوط متفقین غربی برسد و به همین دلیل دوباره به برلین بازگشت. پس از بازگشت تا حدود یک ماه امیدوار بود تا از طریق قطار به غرب برود. در ۹ ژوئیه پس از حدود یک هفته که در برلین به سر می‌برد و تحت نام مستعار «گردا آلت» زندگی می‌کرد توسط دو عضو غیرنظامی اداره نظامی شوروی دستگیر شد و برای بازجویی در برلین بازداشت شد.
در حالیکه در زندان بود، او از نگهبانان شوروی داستانهای آزار دهنده ای دربارهٔ آنچه که ارتش آلمان بر سر اعضای خانواده‌هایشان در روسیه آورده بودند شنید و متوجه شد که بیشتر آنچه که او فکر می‌کرد از جنگ در شرق می‌داند، چیزهایی است که فقط وزارت تبلیغات نازی‌ها به زبان می‌آورده‌است و اینکه وحشی گری شوروی در آلمان پاسخی بود به آنچه آلمانی‌ها در اتحاد جماهیر شوروی انجام داده بودند.
بازجویی از تراودل در زندانهای غیرقانونی انجام شد، جایی که اغلب در رابطه با نقش وی در همراهی با هیتلر و وقایع پیرامون خودکشی هیتلر مورد بازجویی قرار می‌گرفت. در دسامبر سال ۱۹۴۵، او از زندان آزاد شد، اما آزادی او محدود به بخش اتحاد جماهیر شوروی برلین بود. در شب سال نو ۱۹۴۶، وی در بخش انگلیسیه بیمارستانی در برلین برای بیماری دیفتری بستری شد و دو ماه در آنجا بود.
در حالیکه او در بیمارستان بستری بود، مادرش توانست مدارک لازم را برای تراودل تأمین کند تا به وی اجازه دهند از بخش بستری بریتانیا در بیمارستان برلین به بایرن منتقل شود. با دریافت این مدارک در ۲ فوریه ۱۹۴۶، او از برلین و از سراسر منطقه تحت اشغال اتحاد جماهیر شوروی (که قرار بود آلمان شرقی شود) به بریتانیا و از آنجا به باواریا در آمریکا سفر کرد. تراودل در نیمه اول سال ۱۹۴۶ برای مدت کوتاهی توسط آمریکایی‌ها در رابطه با زمانی که وی به عنوان منشی مخصوص آدولف هیتلر کار می‌کرد مورد بازجویی قرار گرفت. وی پس از آن آزاد شد و به زندگی در آلمان غربی پس از جنگ ادامه داد.